# Jaak Dillen
Jacobus „Jaak” Dillen (ur. 25 października 1906 w Antwerpii) – belgijski zapaśnik walczący w obu stylach. Dwukrotny olimpijczyk. Zajął piąte miejsce w Paryżu 1924 i dziewiąte w Amsterdamie 1928. Walczył w wadze koguciej i piórkowej.
Jego brat Joseph Dillen był wicemistrzem  Europy w 1929 roku.

## Turniej wParyżu 1924
| Konkurencja      | Walki               | Klas. końcowa |
| Konkurencja      | Przeciwnik I        | Miejsce       |
| ---------------- | ------------------- | ------------- |
| 56 kg styl wolny | Bryan Hines (USA) P | 5.            |

## Turniej wAmsterdamie 1928
| Konkurencja          | Walki              | Walki                  | Walki                 | Klas. końcowa |
| Konkurencja          | Przeciwnik I       | Przeciwnik II          | Przeciwnik III        | Miejsce       |
| -------------------- | ------------------ | ---------------------- | --------------------- | ------------- |
| 60 kg styl klasyczny | Aage Meyer (DEN) Z | Martin Egeberg (NOR) Z | Ernst Steinig (GER) P | 9.            |